# Maizie Williams
Maizie Williams Ursula (Montserrat, Antilhas — 25 de março de 1951) é uma cantora e modelo britânica, mais conhecida por ter sido um dos membros originais da banda Boney M.